# Напруження зсуву

Напруження зсуву — сила, яка прагне викликати деформацію речовини шляхом зсуву вздовж площини, паралельної докладанню зусиль.
Динамічне напруження зсуву (для рідини) — додаткове початкове напруження зсуву, яке виникає при русі рідини, і характеризує опір течії.

## Різновиди
Напруження зсуву граничне статичне — напруження, опір або зусилля, які необхідно подолати або прикласти для початку руху аномальної рідини.
Напруження зсуву динамічне — апроксимаційне дотичне напруження, яке визначається в результаті екстраполяції прямої ділянки реограми, що відображає залежність між градієнтом швидкості по нормалі до напряму руху і дотичним напруженням зсуву стосовно моделі Шведова (моделі в'язко-пластичної рідини). Це опір або зусилля, які необхідно подола-ти або прикласти для початку руху рідини. Н. з. д. і тиксотропність відповідно є мірою властивостей потоку в стані динаміки й статики.
Напруження зсуву початкове — початковий опір руху рідини; для бурового розчину вимірюється віскозиметром і виражається у фунтах на 100 кв. футів.
Напруження зсуву початкове статичне — максимальне значення показів віскозиметра з прямою індексацією після перебування рідини в стані спокою протягом 10 с.
Напруження зсуву статичне:
1. Дотичне напруження, за якого рідина (тіло) виводиться із стану рівноваги і починає рухатися і яка характеризує міцність структури рідини; стосується моделі Бінгама (моделі пластичної рідини).
2. Гранична міцність структури, що утворена орієнтованими в певному напрямі колоїдними частинками і здатна чинити опір руйнуванню під час перемішування. Залежить від типу й концентрації твердої фази в системі, температури, тиску, наявності електролітів і тривалості стану спокою. Характеризує міцність тиксотропної структури.

Вимірюють статичне напруження зсуву приладом СНС-2, СНС-3, ротаційним віскозиметром, трубчастим широметром.